# اسکوتر برقی

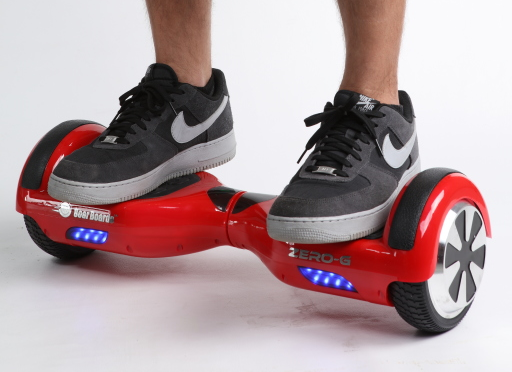
یک اسکوتر هوشمند

اسکوتر برقی یا اسکوتر خودتَراز (به انگلیسی: Self-balancing scooter) (با نام‌های رایج هاوِربرد (Hoverboard)، اسمارت اسکوتر، اسمارت بالانس، اسکوتر شارژی) یک ناقل شخصی خودتراز، متشکل از دو چرخ کوچک است. ساخت انبوه آن در سال ۲۰۱۴ در چین آغاز شد.
این اسکوترها بدون دسته می‌باشند و برای حرکت با آنها کافی است فقط یاد بگیرید چگونه تعادل خود را حفط کنید. باتری این اسکوترها دارای دوام بالایی می‌باشد و با هربار شارژ شما می‌توانید ۲۵ کیلومتر از آن استفاد نمایید، همچنین جابه جایی آن با وزن ۱۰ کیلوگرم خیلی دشوار نیست.

## نکاتی که در هنگام استفاده از اسکوتر برقی باید رعایت کرد
نکته ای که کاربران می‌بایست هنگام استفاده از اسکوتر برقی به آن توجه نمایند، محلی است که قرار است در آن اسکوتر را به حرکت درآورند. اصولاً هنگام خرید این قبیل از دستگاه‌ها به مصرف‌کننده توصیه می‌شود که از آن در منزل و بر روی فرش استفاده نشود زیرا در این حالت فشار زیادی به موتورهای موجود در چرخ‌های اسکوتر برقی وارد می‌گردد و ضریب سوختن دستگاه به شدت بالا می‌رود.

### سایر کاربردهای اسکوتر برقی
1. درصورتیکه فاصله محل کارتان تا منزل زیاد نمی‌باشد، می‌توانید با خرید یک عدد اسکوتر برقی ضمن رفتن به محل کار، از استفاده کردن از اسکوتر نیز نهایت لذت را ببرید.
2. اگر به دلیل آسیب دیدگی پا یا کمر امکان پیاده‌روی طولانی برایتان وجود ندارد، در این شرایط اسکوتر برقی می‌تواند گزینه ای مناسب برای شما باشد.
3. استفاده مکرر و طولانی مدت از اسکوتربرقی می‌تواند باعث تقویت عضلات مچ پا گردد.
4. برای آن دسته از مشاغلی که افراد می‌بایست در آن بصورت مداوم در محلی راه بروند و گشت زنی کنند، اسکوترهای برقی می‌تواند گزینه ای مناسب برای آنها باشد.

## اجزای اصلی تشکیل دهنده
1. بدنه فلزی اصلی به همراه محور مرکزی
2. صفحه کنترل (مادر بورد)
3. دو عدد ژیروسکوپ
4. دو عدد سنسور مادون قرمز
5. دو عدد موتور الکتریکی (هر کدام داخل یک چرخ قرار گرفته‌اند)
6. دو عدد سنسور مخصوص اندازه‌گیری شیب / سرعت (هر کدام داخل یک چرخ قرار گرفته‌اند)
7. پورت مخصوص شارژ
8. کلید روشن و خاموش
9. محفظه باتری
10. چراغ‌های LED
11. پدهای حساس در برابر فشار
12. روکش پلاستیکی (قسمت‌های پلاستیکی بدنه)
13. ریموت (با توجه به نوع مدل ممکن است باشد / نباشد )
14. بلوتوث و اسپیکرها (با توجه به نوع مدل ممکن است باشد / نباشد)

### باتری
باتری‌های اسکوتر برقی معمولاً از نوع لیتیومی می‌باشد و از اتصال چندین سلول به‌صورت سری تشکیل شده‌است. نوع رایج این باتری از نوع ۲۰ سلولی (10s2p cell) با ولتاژ خروجی 36V و 4400mAh ld می‌باشد و به راحتی قابل تعویض است.

### موتور اسکوتر برقی
اصولاً موتورهای تعبیه شده در اسکوترهای هوشمند از نوع براشلس (به انگلیسی: Brushless_Motors) بوده که نیروی لازم برای به حرکت درآوردن چرخ‌ها را از باتری تعبیه شده در درون اسکوتر دریافت می‌کند و اینکه این موتورها در داخل چرخ‌های اسکوتر برقی موتور قرار گرفته‌است.